# زوئی مک‌للان
زوئی مک‌لِلان (انگلیسی: Zoe McLellan؛ زادهٔ ۶ نوامبر ۱۹۷۴) یک هنرپیشه اهل ایالات متحده آمریکا است.

## گزیدهٔ آثار

### سینما
- قطعه موسیقی آقای هولاند (۱۹۹۵)
- اختراع ابوت‌ها (۱۹۹۷)
- سرزمین اژدها (۲۰۰۰)

### تلویزیون
- ادراک (۲۰۱۵)
- ان‌سی‌آی‌اس: نیواورلئانز (۲۰۱۴ تا کنون)
- ان‌سی‌آی‌اس (۲۰۱۴)
- منتالیست (۲۰۱۰)
- دکتر هاوس (۲۰۱۰)
- جاگ (۱۹۹۵-۲۰۰۵)
- ان‌سی‌آی‌اس: نیواورلئان